# Petra Uberalová
Petra Uberalová (* 11. April 1995 in Bratislava) ist eine slowakische Tennisspielerin.
Ihre Mutter Alena spielte bei den Olympischen Spielen 1988 in Seoul für die tschechoslowakischen Basketball-Frauen.

## Karriere
Uberalová machte schon als Juniorin auf sich aufmerksam, aber gesundheitliche Probleme bremsten sie in ihrer Entwicklung. 2012 wurde sie U18-Europameisterin in Klosters.
Auf dem ITF Women’s Circuit gewann sie im Juli 2013 ein Turnier in Darmstadt und im August 2013 ein Turnier in Wien. Im März 2014 folgte ihr erster ITF-Doppeltitel an der Seite von Kathinka von Deichmann aus Liechtenstein. Insgesamt gewann sie auf dem ITF Women’s Circuit drei Einzel- und zwei Doppeltitel.
Juli 2016 bis August 2022 spielte Uberlova kein internationales ITF-Turnier mehr, bevor sie im August 2022 beim ITF W15 in Bad Waltersdorf antrat, wo sie mit einem 7:5- und 6:3-Sieg gegen Ava Schueller die zweite Runde erreichte, wo sie dann gegen Wiktorija Borodulina mit 3:6 und 4:6 verlor.
Sie wird seit 2016 nicht mehr in der Weltrangliste geführt.

## Turniersiege

### Einzel
| Nr. | Datum           | Turnier   | Kategorie   | Belag | Finalgegnerin       | Ergebnis      |
| --- | --------------- | --------- | ----------- | ----- | ------------------- | ------------- |
| 1.  | 21. Juli 2013   | Darmstadt | ITF $25.000 | Sand  | Lena-Marie Hofmann  | 7:63, 6:3     |
| 2.  | 10. August 2013 | Wien      | ITF $10.000 | Sand  | Kateřina Kramperová | 4:6, 6:2, 6:2 |
| 3.  | 18. Januar 2015 | Antalya   | ITF $10.000 | Sand  | Anne Schäfer        | 6:4, 7:62     |

### Doppel
| Nr. | Datum           | Turnier | Kategorie   | Belag     | Partnerin              | Finalgegnerinnen                     | Ergebnis           |
| --- | --------------- | ------- | ----------- | --------- | ---------------------- | ------------------------------------ | ------------------ |
| 1.  | 22. März 2014   | Iraklio | ITF $10.000 | Hartplatz | Kathinka von Deichmann | Agata Barańska Wiwian Slatanowa      | 7:5, 6:2           |
| 2.  | 30. Januar 2016 | Antalya | ITF $10.000 | Sand      | Viktória Kužmová       | Lina Gjorcheska Ioana Loredana Roșca | 7:63, 6:76, [10:5] |